# Lucius Cornelius Balbus Maior
Lucius Cornelius Balbus, genannt Maior (der Ältere), um ihn von seinem Neffen Lucius Cornelius Balbus Minor zu unterscheiden, wurde im frühen 1. Jahrhundert v. Chr. geboren und stammte aus einer in Gades (heute Cádiz)  alteingesessenen Familie. Er war römischer Konsul während des zweiten Triumvirats. Ins Konsulat gelangte er als einer der ersten Provinzialen im Jahr 40 v. Chr.

## Leben und Wirken
Balbus stammte aus Hispanien. Für seinen Einsatz gegen Sertorius wurde ihm und seiner Familie von Pompeius das römische Bürgerrecht gewährt. Aufgrund seiner Verbindungen zu allen politischen Gruppierungen war er wesentlich am Zustandekommen des Ersten Triumvirats beteiligt, zumal er einer der Hauptfinanziers in Rom war. Er achtete darauf, sich bei Caesar beliebt zu machen, den er, als dieser Propraetor war, als praefectus fabrum nach Hispanien (61 v. Chr.) und nach Gallien (58 v. Chr.) begleitete.
Seine Position als Provinziale, sein Einfluss und sein Reichtum machten Balbus viele Feinde, die im Jahr 56 v. Chr. einen aus Gades gebürtigen Mann aufboten, um ihn wegen illegaler Annahme des Bürgerrechts anzuklagen, eine Klage, die sich gleichermaßen gegen die Triumvirn und gegen ihn selbst richtete. Cicero, Pompeius und Crassus sprachen zu seinen Gunsten, er wurde freigesprochen. Während des Bürgerkriegs war er bemüht, Cicero zur Vermittlung zwischen Caesar und Pompeius zu bewegen, um sich selbst davor abzusichern, sich endgültig auf die Seite des Letzteren stellen zu müssen. Cicero räumt ein, dass er, entgegen seiner eigenen Ansicht davon abgebracht wurde.
In der Folgezeit wurde Balbus Caesars Privatsekretär, bei dem Cicero um Gesprächstermine mit Caesar nachsuchen musste. Nach Caesars Tod schloss sich Balbus Octavian an und wurde erneut zu einem einflussreichen Ratgeber; 43 oder 42 v. Chr. war er Praetor, 40 v. Chr. Suffektkonsul, eine Ehre, die zum ersten Mal einem Provinzialen zuteilwurde. Sein Todesjahr ist unbekannt.
Ein weiterer Ratgeber des Augustus in dieser Zeit war Gaius Oppius.
Balbus führte zu den wesentlichen Ereignissen ein Tagebuch über sein und Caesars Leben (Sueton, Caesar, 81). Das achte Buch von De bello Gallico, das wohl sein Freund Aulus Hirtius geschrieben hat, wurde von ihm erbeten und ist ihm gewidmet. Dessen Anfang, heute das Kapitel 1, gestaltete der Verfasser wie einen Brief an Balbus und erwähnt dessen „dringliche Bitten“ um die Fortsetzung und seine eigene „tägliche Weigerung“.